# Jean-Joseph Triaire
Jean Joseph Triaire, né le 19 mars 1764 au lieu-dit au Mazel (Notre-Dame-de-La Rouvière) et mort le 11 avril 1850 à Paris, est un général français de la Révolution et de l'Empire.

## Biographie

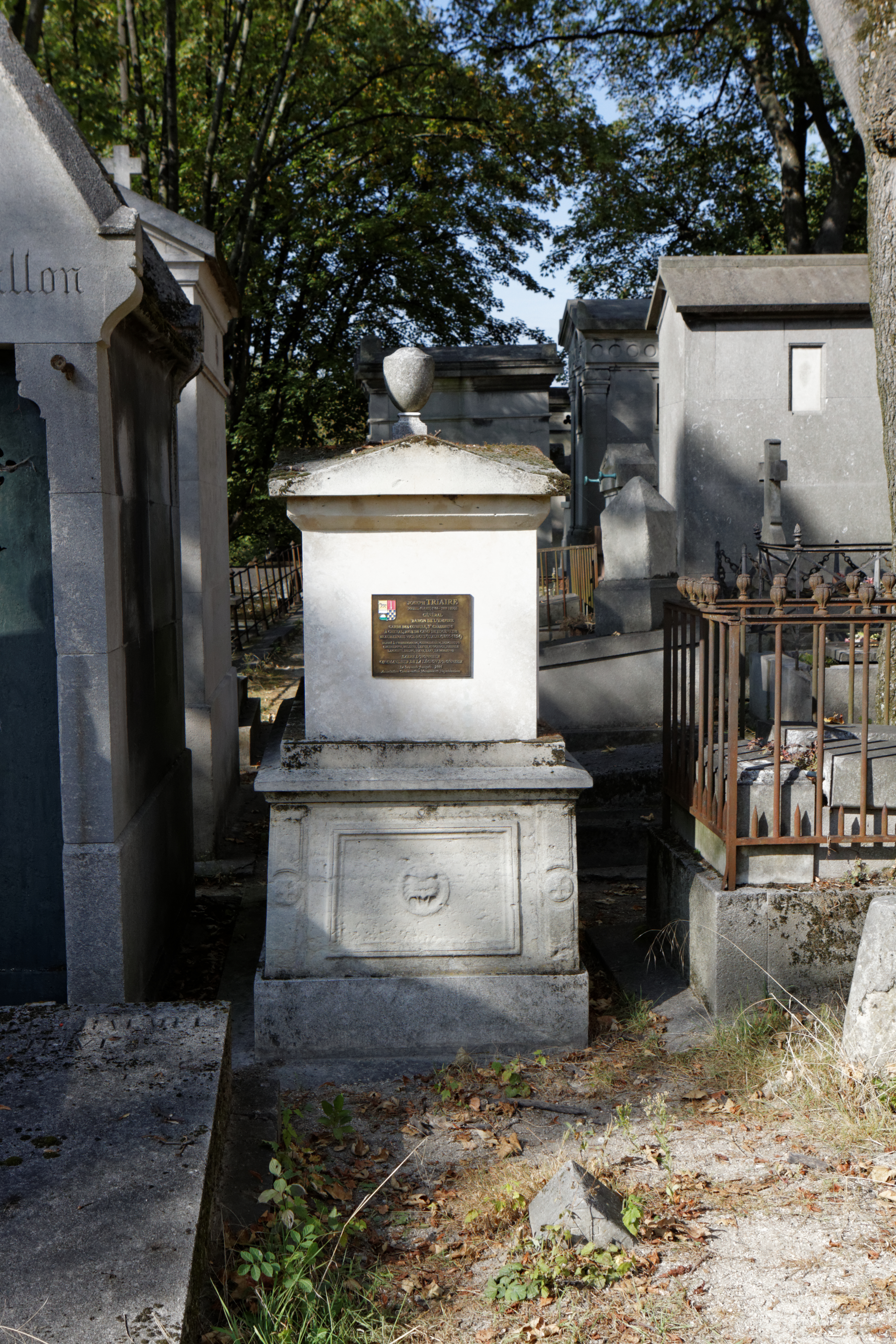
Tombe au cimetière du Père-Lachaise.

Il entre en service le 28 octobre 1783, comme soldat dans le 10e régiment de chasseurs à cheval, il devient brigadier le 26 mars 1792 et maréchal des logis-chef le 16 mai 1793. Il fait toutes les campagnes de 1792 à l’an IX, aux armées du Nord, du Rhin, d’Italie et du Danube.
Il se distingue le 17 mai 1793, à l'affaire qui a lieu entre Wissembourg et Landau, où il est blessé d’un coup de sabre. Il est nommé adjudant sous-lieutenant le 2 octobre 1793 et il est blessé de deux coups de feu à l’épaule droite et au poignet gauche à Germersheim le 22 juin 1795. 
Le 30 mai 1796, à la bataille de Borghetto, il fait partie des braves qui chargent et mettent en déroute la cavalerie ennemie, dont deux escadrons autrichiens du régiment Joseph II. Dans cette affaire, il reçoit un coup de sabre et tue de sa main un officier hongrois. Il est de nouveau blessé d’un coup de sabre à la bataille de Castiglione le 5 août 1796, puis d’un coup de sabre à la main droite le 13 mars 1797 au combat de Bellune, où il contribue à la défaite du régiment de hussards d’Arthendy. Le 24 mars 1797, au combat de Tarvis, il est blessé d’un coup de baïonnette, ainsi que le 25 mars 1799, où il reçoit un coup de lance à la bataille de Stockach et le 1er octobre 1799, à Naefeld, où il repousse, avec 25 chasseurs, les Russes qui étaient sur le point de s’emparer de 2 pièces de canons.
Il est promu lieutenant le 15 juin 1799, et capitaine le 8 avril. Il se distingue au combat de Landshut le 9 juillet 1800, où avec 25 hommes, il enlève 2 pièces de canon. Blessé de plusieurs coups de sabre, dont un sur la tête, il est fait prisonnier. C’est en captivité qu’il apprend sa nomination comme capitaine dans les chasseurs à cheval de la Garde des consuls le 26 octobre 1800.
De retour en France en 1801, il reçoit un sabre d’honneur le 20 octobre 1802. Il passe major le 22 novembre 1803, au 3e régiment de chasseurs à cheval et il est fait officier de la Légion d’honneur le 14 juin 1804, puis membre du Collège électoral du département du Gard.
Le 21 mars 1805, il devient aide de camp du prince Eugène et il restera au service de ce prince jusqu’à sa mort en 1824. Il est nommé colonel le 20 décembre 1807 et il se distingue le 2 mai 1809, au combat du pont de Delmo, où il est blessé, d’un coup de feu, ainsi que le 8 mai, d’un coup de sabre, à la bataille de la Piave. Le 25 mai il est blessé mais obtient la reddition de 4 bataillons autrichiens à la bataille de Sankt Michael. Il est de nouveau blessé d’un coup de feu le 14 juin 1809 à la bataille de Raab. Il est élevé au grade de commandeur de la Légion d’honneur le 27 juillet 1809 et il est créé baron de l’Empire le 31 janvier 1810.
Il est promu général de brigade le 2 mai 1812 et il participe à la campagne de Russie, comme commandant de la cavalerie du prince Eugène. Il est blessé d’un coup de lance à la bataille de la Moskova le 7 septembre 1812.
Après le désastre de la campagne de Saxe de 1813 et toujours fidèle au prince Eugène, il le suit en Bavière en avril 1814. Le 4 octobre 1814, il est autorisé par le gouvernement français à rester au service du prince et il est admis à la retraite de 18 octobre 1815. Il est fait chevalier du Mérite militaire de Maximilien-Joseph le 12 septembre 1817 et le 7 juillet 1818, il démissionne du service français, pour rester en Bavière. 
Il reçoit la croix de commandeur de l'Épée de Suède le 22 décembre 1822 et il est nommé dignitaire de l'ordre impérial du Cruzeiro de Portugal le 14 septembre 1829.
De retour en France, après les événements de juillet 1830, il est rétabli dans la jouissance de sa pension de retraite le 1er juillet 1832.
Il meurt le 11 avril 1850, à Paris et est enterré au cimetière du Père-Lachaise (56e division).

## Dotation
- Le 15 août 1809, donataire d’une rente de 4 000 francs sur le département de Rome.

## Armoiries
| Figure | Nom du baron et blasonnement |
| ------ | --- |
|        | Armes du baron Joseph Triaire et de l'Empire, décret du 15 août 1809, lettres patentes du 31 janvier 1810, commandeur de la Légion d'honneur Écartelé; au premier d'or au cheval alezan libre, au naturel : au deuxième des barons tirés de l'armée; au troisième d'argent au pont d'une arche de sable soutenu de sinople ; au quatrième échiqueté d'or et d'azur - Livrées : les couleurs de l'écu, le verd en bordure seulement. |

## Sources
- (en) « Generals Who Served in the French Army during the Period 1789 - 1814: Eberle to Exelmans »
- Thierry Pouliquen, « Les généraux français et étrangers ayant servis [sic] dans la Grande Armée » (consulté le 12 mars 2015)
- « La noblesse d’Empire » (consulté le 12 mars 2015)
- Vicomte Révérend, Armorial du premier empire, tome 4, Honoré Champion, libraire, Paris, 1897, p. 328.
- « Cote LH/2628/44 », base Léonore, ministère français de la Culture
- A. Lievyns, Jean Maurice Verdot, Pierre Bégat, Fastes de la Légion-d'honneur, biographie de tous les décorés accompagnée de l'histoire législative et réglementaire de l'ordre, Tome 2, Bureau de l’administration, 1842, 344 p. (lire en ligne), p. 192.
- Georges Six, Dictionnaire biographique des généraux & amiraux français de la Révolution et de l'Empire (1792-1814) Paris : Librairie G. Saffroy, 1934, 2 vol.
- (pl) « Napoléon.org.pl »